# Westerpark (Leeuwarden)
Het Westerpark is een stadspark in Leeuwarden in de Nederlandse provincie Friesland.
Het Westerpark in de Vosseparkwijk/Westerparkwijk wordt in de volksmond ook wel Vossepark(je) genoemd. De naam Vossepark(je) is ontleend aan de eigenaar van de voormalige molen Het Lam, de heer Hermanus Albertus Vosman (1862-1922). Het park wordt aan de oostzijde begrensd door de Westersingel, aan de zuidzijde door de Fonteinstraat, aan de westzijde door de Westerparkstraat en aan de noordzijde door de Molenstraat.
In 1872 werd door de gemeente een drinkwatervijver aangelegd. De grond van de vijver werd door tuinarchitect Gerrit Vlaskamp gebruikt om glooiende hellingen te maken voor een park in landschapsstijl. In 1926 werd het park heringericht. 
Voor tien Joodse slachtoffers uit Leeuwarden in de Tweede Wereldoorlog is op zondag 28 april 2019 in het park een informatiepaneel onthuld.

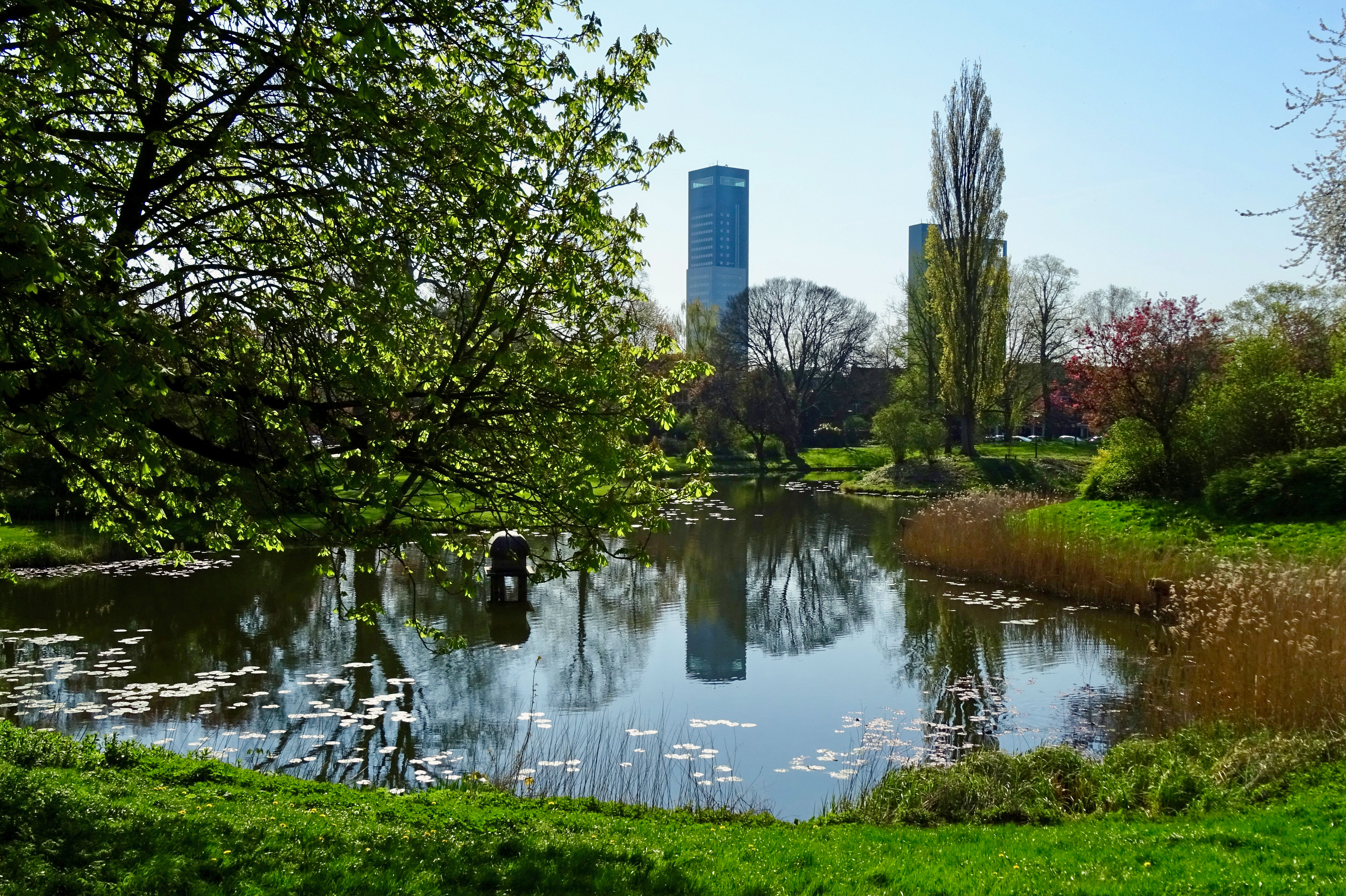
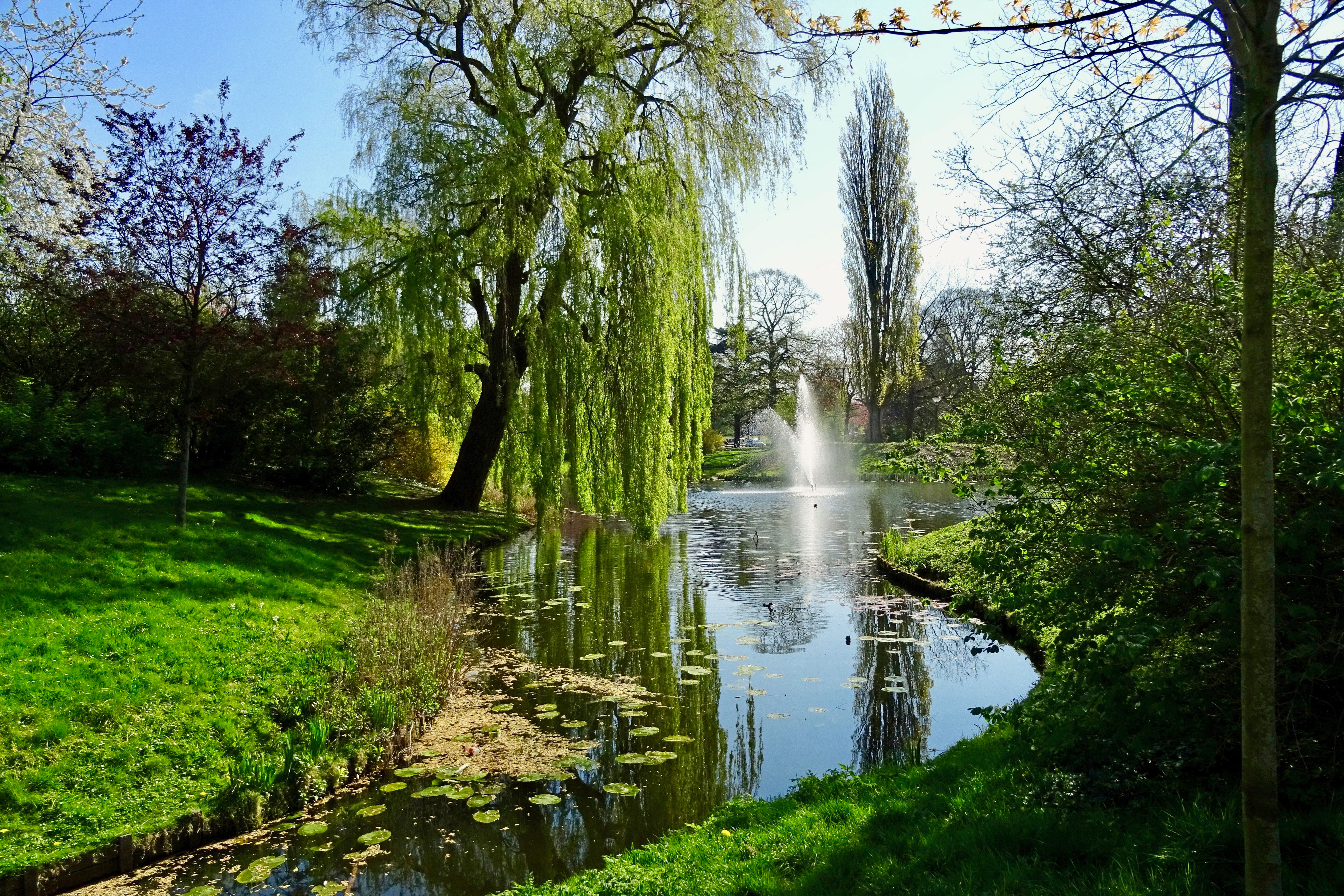
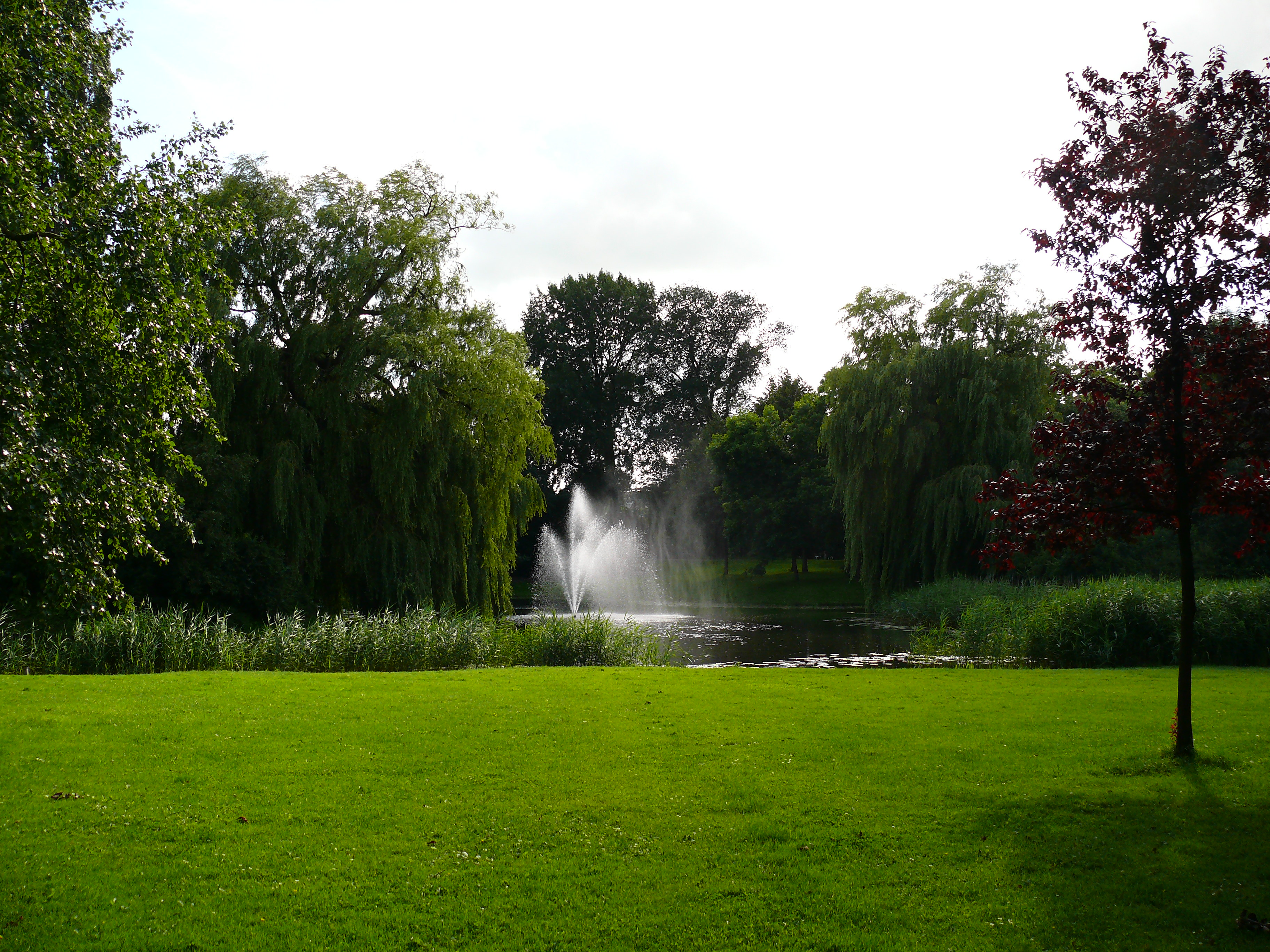

Abbingapark · 
Dr. Zamenhofpark · 
Julianapark · 
Kronenbergerpark · 
Noorderplantage · 
Oostervijverpark · 
Prinsentuin · 
Rengerspark · 
Westerpark

Parken in Friesland